# Васильчиков, Илларион Илларионович
Князь Илларион Илларионович Васильчиков (1805 — 12 ноября 1862, Киев) — генерал-лейтенант, генерал-адъютант, губернатор костромской (1847), волынский (1848), киевский генерал-губернатор в 1852—1862 гг.; член Государственного совета (с 1861).

## Биография
Родился 21 октября (2 ноября) 1805 года в семье Иллариона Васильчикова и Веры Протасовой. Офицерское звание получил в 1825 году. С 1837 года — полковник, с 1846 года — генерал-майор.
На фоне своего свирепого предшественника князь Васильчиков запомнился киевлянам своим мягкосердечием. В 1859 г. он вызвал к себе арестованного Тараса Шевченко и после объяснений велел освободить его из-под стражи. При нём в Киеве был построен первый цепной мост, заложен новый Владимирский собор, проложена дорога на Житомир, открыт первый в городе памятник — князю Владимиру. По его инициативе была создана комиссия по переименованию улиц, площадей и переулков Киева, которая впервые официально закрепила городские названия. Александр II предоставил ему во владение обширный участок земли, получивший название Васильчиковской дачи (см. Васильчики).
Умер 12 (24) ноября 1862 года. Причиной смерти была объявлена грудная жаба. Был похоронен в Киево-Печерской лавре, у Ближних пещер.

## Позиция по еврейскому вопросу
Васильчиков неоднократно делал представления правительству ο необходимости смягчить положение евреев в империи. Когда в 1856 г. ему стало известно, что Еврейскому комитету высочайше предоставлено принять либеральные меры к слиянию евреев с прочим населением, он поспешил обратиться к министру внутренних дел с просьбой подробнее ознакомить его с намерениями правительства, отмечая при этом, что евреи не чуждаются, как прежде, физического труда, имеют класс образованных людей и что надлежащие правительственные мероприятия приведут к ещё большему успеху, ο чем он уже высказал некоторые соображения во всеподданнейшем отчете.
В 1858 году Васильчиков решительно выступил против меры «разбора» евреев на «полезных» и «бесполезных», предлагая совершенно отказаться от неё. Несколько позже Васильчиков возбудил вопрос ο разрешении еврейским ремесленникам водворяться вне черты оседлости, что в условиях того времени являлось мерой радикальной; вместе с тем он заявил, что изгнание евреев из Киева стеснило местную торговлю, не принеся городу никакой пользы.
В 1861 году Васильчиков представил правительству подробную записку, заявив, что «ограничение прав одной какой-нибудь народности везде неминуемо обращается во вред целого государства» и что ограничение прав еврейского населения в Юго-Западном крае тем менее желательно, что этим пользуются польские революционные круги; напомнив далее, что евреи симпатизировали русскому правительству в царствование Екатерины II и Александра Ι, и свидетельствуя, что край может много выиграть от улучшения быта евреев, Васильчиков настаивал на необходимости (продолжая дело образования) смягчить некоторые ограничения; он предлагал расширить участие евреев в городском самоуправлении, давать им звание почетных граждан на общем основании, предоставить право жительства вне черты оседлости ремесленникам и окончившим казенные учебные заведения, даровать некоторые права окончившим казенные еврейские училища, дозволить поступать на государственную службу (по крайней мере, по ученой и учебной части) лицам с высшим образованием, облегчить запрещение приобретать земельную собственность и др.
Васильчиков, между прочим, отметил, что евреям-солдатам, лишенным возможности получать офицерские чины и вынужденным после службы возвращаться в черту оседлости, служба особенно тяжела ввиду их физической слабости и неприязни прочих солдат. Лишь немногое из того, что предложил Васильчикова, было осуществлено. Благодаря Васильчикову ограничения в отношении жительства евреев в Киеве были значительно смягчены.

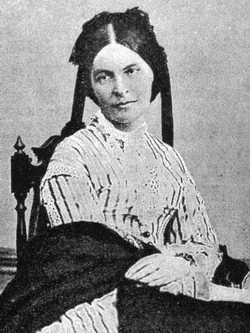
Екатерина Алексеевна, жена.

## Награды
- Орден Святой Анны 3-й степени с бантом (1829)
- Золотая сабля «За храбрость» (7 февраля 1832)
- Польский знак отличия «За военное достоинство» 4-й степени (1831)
- Перстень с вензелем императора Николая I (1837)
- Орден Святого Станислава 1-й степени (1847)
- Орден Святого Георгия 4-й степени за 25 лет службы (1848)
- Орден Святой Анны 1-й степени (1849)
- Знак отличия «За XX лет беспорочной службы» (1849)
- Орден Святого Владимира 2-й степени (1851)
- Орден Белого орла (1857)
- Орден Святого Александра Невского (1859)
- Прусский орден Святого Иоанна Иерусалимского (1835)
- Прусский орден Красного орла 3-й степени (1838)
- Персидский орден Льва и Солнца 2-й степени с бриллиантами (1838)

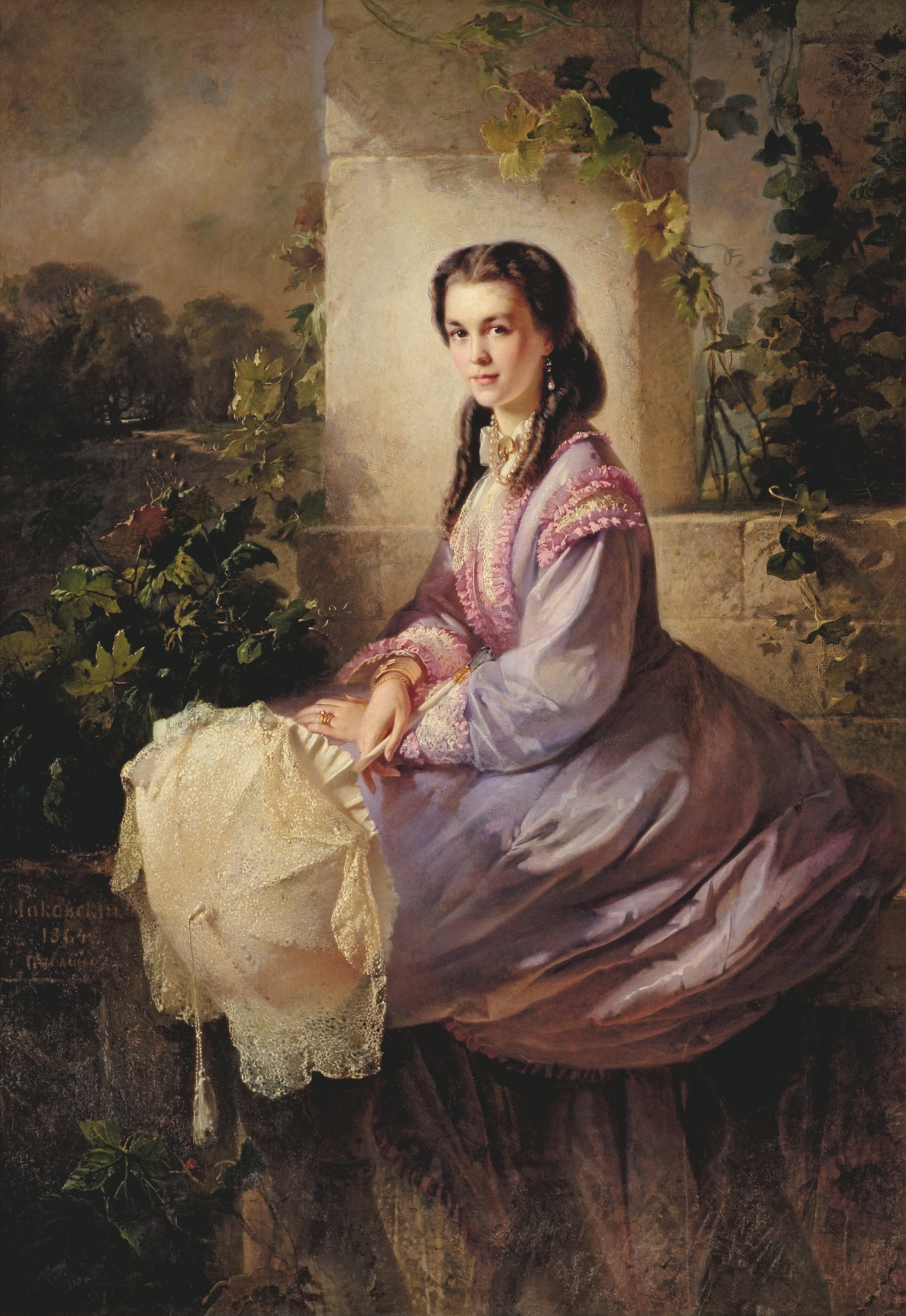
Дочь Софья Строганова на портрете К. Е. Маковского (1864)

## Семья
Жена (с 1840) — княжна Екатерина Алексеевна Щербатова (1818—1869), дочь генерал-адъютанта А. Г. Щербатова; с 1852 года была председательницей дамского Киевского общества помощи бедным и попечительница детских приютов в городе (1856). После смерти мужа на киевских землях Васильчиковых при её активном участии был организован Свято-Троицкий Ионинский монастырь. По словам Н. Лескова, «после княгини Анны Алексеевны Орловой княгиня Васильчикова была самой крупной из титулованных монастырских строительниц». Супруги Васильчиковы имели троих детей:
- Софья Илларионовна (14.02.1841[5]—30.06.1871), крестница императора Николая I и Е. В. Апраксиной, жена шталмейстера графа Николая Сергеевича Строганова (1836—1906), умерла от чахотки.
- Алексей Илларионович (17.06.1843[6]— ?), крестник Д. В. Васильчиков и тетки Е. И. Лужиной.
- Вера Илларионовна (1847—1924), жена барона Александра Егоровича Мейендорфа (1848—1907). Состояла председательницей Главного правления «Российского общества покровительства животным». В 1906 году в Петербурге открыла общество «Майских Союзов», в котором детям школьного возраста прививались любовь и милосердие к животным и природе.
- Сергей Илларионович (1849—1926) — генерал от кавалерии.

## Источник
- Васильчиков, Илларион Илларионович // Еврейская энциклопедия Брокгауза и Ефрона. — СПб., 1908—1913.